# Line Hoven

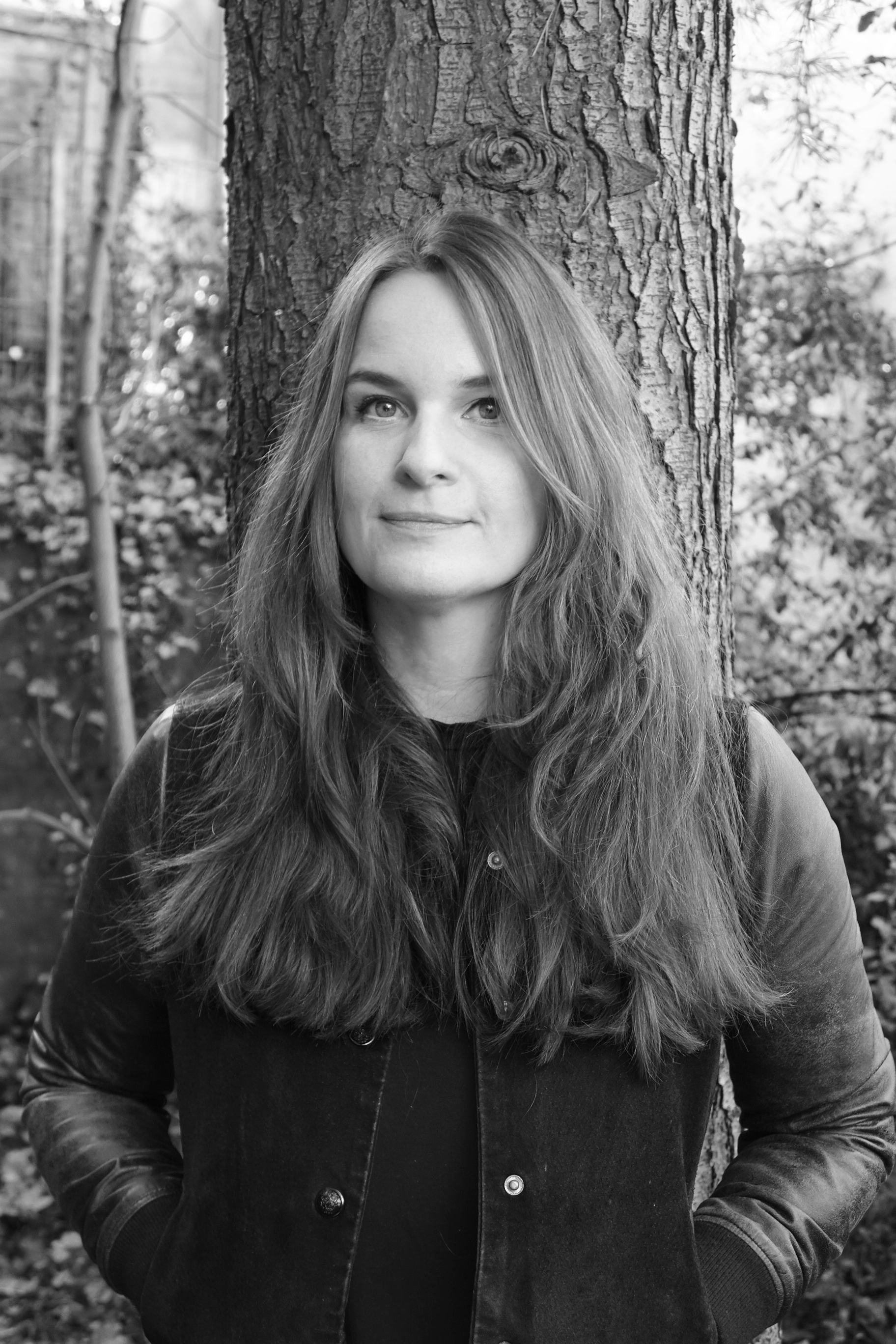
Line Hoven

Line Hoven (* 1977 in Bonn) ist eine deutsche und US-amerikanische Comiczeichnerin, Illustratorin und Autorin.

## Leben und Werk
Line Hoven wurde in Bonn geboren und wuchs in der Nähe von Detmold in Ostwestfalen auf. Nachdem sie für zwei Jahre am Staatstheater Kassel als Assistentin für Kostüm- und Bühnenbild beschäftigt war, begann sie zunächst ein Studium der Visuellen Kommunikation an der Kunsthochschule Kassel. Zwei Jahre später wechselte sie zur HAW Hamburg, wo sie u. a. bei Anke Feuchtenberger und Georg Baber, bekannt als ATAK, studiert hat.
Nach eigenen Angaben waren es diese beiden Lehrer, die Line Hoven dazu bewegt haben, Comics zu produzieren. In einem Interview mit dem Magazin brand eins berichtet Line Hoven dem Autor Peter Lau über ihre Faszination am Medium Comic: „Am Theater hat mich immer gestört, dass man die Bilder, die man im Kopf hatte, nie umsetzen konnte, weil alles immer zu teuer war. Im Comic gibt es keine Grenzen, man kann aus allem ausbrechen und andere direkt an seinem eigenen Universum teilhaben lassen.“
Line Hovens Stil besteht aus in Schabkarton gekratzten Zeichnungen. Somit ist ihre Arbeitsweise sehr zeitintensiv. Ihre erste Buchveröffentlichung beim Berliner Comic-Verlag Reprodukt, Liebe schaut weg, war zugleich auch ihre Abschlussarbeit an der HAW Hamburg. Zudem hat sie Geschichten in Magazinen wie Orang und Strapazin veröffentlicht. Auch hat sie sich an dem von ATAK herausgegebenem Sammelband Klassenfahrt beteiligt.
Im Jahr 2008 erhielt sie für ihr Werk Liebe schaut weg auf dem 13. Internationalen Comic-Salon Erlangen den ICOM-Preis in der Kategorie Bester Independent Comic.
2010 wurde Line Hoven mit dem Förderpreis des e.o.plauen Preises ausgezeichnet und 2017 erhielt sie den Hans-Meid-Preis.
Die vom 8. Januar bis 16. Juli 2011 wöchentlich in der Sparte Bilder und Zeiten der FAZ veröffentlichte Serie Dudenbrooks mit Texten von Jochen Schmidt und Bildern von Line Hoven erschien danach als Buch im Verlagshaus Jacoby & Stuart.
2013 erhielt sie ein Aufenthaltsstipendium am LCB (Literarisches Colloqium Berlin) durch den Berliner Senat.
2017 wurde sie zu einer Max Kade Gastprofessur am Dartmouth College berufen.
2018/2019 hatte sie ein Aufenthaltsstipendium für die Sparte Literatur durch das Kuratorium des Internationalen Künstlerhauses Villa Concordia.
Line Hoven lebt und arbeitet in Hamburg als Comic-Zeichnerin und freiberufliche Illustratorin.

## Zitate
„Eine deutsch-amerikanische Liebes- und Familiengeschichte der Nachkriegszeit. In verträumtem Schwarz-Weiß mit kempowskischer List erzählt.“

„Bei Line Hovens Arbeiten könnte man ja denken, dass sie sich verlustfrei reproduzieren lassen, da sie Schwarz-Weiß sind. Das ist aber nicht der Fall. Erst am Original erkennt man wirklich, wie filigran gearbeitet wurde, um Lichteffekte zu erzeugen oder Texturen von Tapeten, Stoffen oder Pflanzenwelten wiederzugeben.“

## Ausstellungen
- 2016: Einzelausstellung »Busy doin' nothing« im Kunstverein Rüsselsheim[10]
- 2017: Erste Ausstellung »Scratch my Back« zur Preisverleihung des Hans-Meid-Preises in der Kunsthalle St. Annen, Lübeck[11]
- 2017: Solo-Wanderausstellung »Scratch my Back« im Museum Behnhaus, Lübeck[12]
- 2019: Ausstellung »Scratch my Back« im Internationalen Künstlerhaus Villa Concordia, Bamberg[13]
- 2019: Solo-Wanderausstellung »Scratch my Back« im Erich-Ohser-Haus, Plauen[14]
- 2020: Solo-Wanderausstellung »Scratch my Back« im Literaturhaus Leipzig[15]

## Veröffentlichungen
- Orang 4. Kiki Post, Hamburg 2004, ISBN 978-3-9809769-0-9.
- Klassenfahrt. Reprodukt, Berlin 2005, ISBN 978-3-938511-03-9.
- Orang 5. Kiki Post, Hamburg 2005, ISBN 978-3-9809769-1-6.
- Liebe schaut weg. Reprodukt, Berlin 2007, ISBN 978-3-938511-66-4.
- Dudenbrooks. Text: Jochen Schmidt. Jacoby & Stuart, Berlin 2011, ISBN 978-3-941787-50-6.
- Schmythologie. Text: Jochen Schmidt. C.H. Beck, München 2013, ISBN 978-3-406-65367-4.
- Quart – Heft für Kultur Tirol, No. 26/2015. Text: Andreas Schett, Markus Hatzer, Haymon Verlag, ISBN 978-3-7099-7218-2.
- Das Buch. Eine Hommage  Text: Burkhard Spinnen. Schöffling & Co., Frankfurt am Main 2016. ISBN 978-3-89561-046-2.
- Zuckersand. Text: Jochen Schmidt. C.H. Beck, München 2017, ISBN 978-3-406-70509-0.
- The Book of Hylas. Text: Peter Caws, Illustrationen: Line Hoven, 2019.
- Paargespräche. Text: Jochen Schmidt. C.H. Beck, München 2020, ISBN 978-3-406-74956-8.
- Auf Wiedersehen in Kenilwort. Illustrationen zu Peter Rühmkorf, Verlag Schöffling & Co, Frankfurt a. Main 2021, ISBN 978-3-89561-262-6.
- Phlox. Illustrationen zu Jochen Schmidt, C.H. Beck, München 2022, ISBN 978-3-406-79308-0.
- Regenroman. Illustrationen zu Karen Duve, Büchergilde Gutenberg, Frankfurt a. Main 2022, ISBN 978-3-7632-7264-8.
- Paargespräche – Together forever. Text: Jochen Schmidt. mairisch Verlag, Hamburg 2023, ISBN 978-3-948722-24-1.